# Denis Pécic

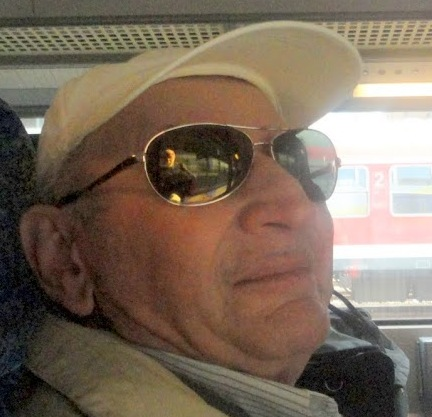
Denis Pécic 2011

Denis Pécic (* 8. Oktober 1928 – Oktober 2015, ursprünglicher Name Jean-Denis Forvin) war ein staatenloser langjähriger Strafgefangener und Gefängniskritiker. Er hat 35 Jahre in deutschen Gefängnissen verbracht. Kurz nach seinem 87. Geburtstag ist er im Oktober 2015 verstorben.

## Vorgeschichte
Nach eigenen Angaben und Recherchen ist Pécic in Frankreich geboren, wo seine Eltern 1940 bei einem Bombenangriff umgekommen sein sollen. Er wuchs bei Pflegeeltern und in Heimen auf. Seine Nationalität gilt bis heute als ungeklärt. Mit der Fremdenlegion nahm er am Indochina-Krieg teil, setzte sich jedoch 1949 von der Truppe ab und wurde deshalb in Abwesenheit in Frankreich zum Tode verurteilt. In Frankreich gesucht, begab er sich nach Deutschland und wurde in ein Flüchtlingslager für Jugoslawen bei Nürnberg eingewiesen. Dort lernte er andere Flüchtlinge und die kriminelle Subkultur kennen.

## Straftaten und Strafvollzug
1950 kam es zu einer ersten Verurteilung wegen Einbruchsdiebstahls zu vier Monaten (verbüßt in der JVA Freiburg). Nach dem Überfall auf ein Juweliergeschäft im März 1951 wurde Pécic festgenommen und vom OLG Nürnberg zu zwölf Jahren Freiheitsstrafe (ohne Anrechnung der Untersuchungshaft) verurteilt. Er verbüßte diese Strafe vollständig in der JVA Straubing (Bayern), wo er im April 1964 entlassen wurde.
Noch im gleichen Jahr wurde Pécic jedoch wegen des Verdachts festgenommen, in eine weitere Straftat verwickelt zu sein. Am 30. Dezember 1964 war es im Rahmen eines Banküberfalls in Reinbek bei Hamburg, zu einem Schusswechsel gekommen, wobei sowohl der Überfallene als auch einer der Täter erschossen wurden. Pécic, der in der Nähe des Tatortes angetroffen wurde, bestritt, mit dem Verbrechen zu tun gehabt zu haben, wurde jedoch 1969 in einem Indizienprozess zu 15 Jahren Gefängnis und lebenslangem Zuchthaus verurteilt.
Die Strafverbüßung fand ab 1971 in der JVA Hamburg-Fuhlsbüttel (Santa Fu) statt. Aus Protest gegen Zwangsarbeit ohne angemessene Entlohnung und Sozialversicherung verweigerte Pécic jegliche Mitarbeit und wurde dafür in der Arrestzelle isoliert. Im Jahr 1972 beteiligte er sich am Hamburger Gefangenenaufstand, der zur Ablösung des Anstaltsleiters führte und zum Ende des Zuchthausvollzuges in Hamburg beitrug.
Der neue Anstaltsleiter Heinz-Dietrich Stark gewann ihn 1973 zur Mitarbeit, indem er ihm die Leitung der Gefängnisbücherei anbot („Das ist eine soziale Arbeit für die Gefangenen und keine Sklavenarbeit für den Staat“). Daneben war Pécic in Redakteur der Gefangenenzeitschrift und Insassenvertreter. Zwei Jahre verbrachte er als Freigänger an der Universität Bremen, wo er half, das Strafvollzugsarchiv aufzubauen. Seine Entlassung aus dem Strafvollzug erfolgte jedoch nicht sofort danach, da ihm ein Gutachten eine „narzisstische Persönlichkeit“ bescheinigt hatte und das Gericht ihn dazu verpflichtete, ein weiteres Jahr unter „normalen“ Verhältnissen als Freigänger in Hamburg zu arbeiten.

## Auseinandersetzung mit dem Strafvollzug
Denis Pécic hat sich auf vielfältige Weise, praktisch und publizistisch mit dem Strafvollzug auseinandergesetzt.

### Alternativentwurf
Schon ein Jahr nachdem 1972 ein Regierungsentwurf eines Strafvollzugsgesetzes veröffentlicht wurde, legte er einen ausführlich begründeten Gegenentwurf vor, der zunächst als Sonderdruck der Hamburger Gefangenenzeitung (1973) und ein Jahr später als Buch erschien. Im Vorwort zu diesem Buch wird er von Rudolf Wassermann zu seiner Motivation wie folgt zitiert: Ausschließlich Strafrechtslehrer, Straftheoretiker und Strafpraktiker haben den Regierungsentwurf geschaffen. Uns, die Betroffenen, die Monate und Jahre hinter Gittern den unmenschlichen Haftbedingungen ausgeliefert sind, hat niemand gefragt. Deshalb habe ich einen eigenen Gesetzentwurf geschrieben. Inhaltlich ging es Pécic vor allem um die Einhaltung der Menschenrechte im Strafvollzug, um die Angleichung des Lebens im Vollzug an die „allgemeinen, menschenwürdigen Lebensverhältnisse“, nicht zuletzt um Entlohnung der Gefangenenarbeit nach dem „jeweils geltenden Lohn- oder Gehaltstarif“ und um Einbeziehung der Gefangenen in die Sozialversicherung, sowie um die „Pflicht zur Re-Sozialisierung“. Nach wie vor aktuell angesichts des 2006 eingetretenen Föderalisierung des Strafvollzuges ist Pécics damalige Forderung nach einem Bundesbeauftragten für den Strafvollzug zur „Verwirklichung der Rechtseinheit im Geltungsbereich des Strafgesetzbuches“.

### Alternativkommentar
Nach Inkrafttreten des Strafvollzugsgesetzes im Jahr 1977 wurde Pécic gebeten, sich an der Kommentierung dieses Gesetzes im Rahmen des Alternativkommentars zum Strafvollzugsgesetz (AK StVollzG) zu beteiligen. Für einen juristischen Autodidakten war dies ein ungewöhnlicher Auftrag, dem er sich, immer noch im geschlossenen Vollzug, neben seiner Arbeit in der Bücherei widmete. Generell sah er seine Aufgabe darin, die in Hamburg durch die Gefangenenrevolte erreichte Verbesserung der Haftbedingungen in die Erläuterung des Gesetzes einfließen zu lassen, etwa die weitgehende innere Öffnung der Anstalt, die Möglichkeit der Gefangenen, ihre Hafträume zu verschließen („Doppelschließvorrichtungen“), die Einrichtung von Tee-Küchen auf allen Etagen, die jährliche Durchführung eines Familien-Sportfestes etc. Speziell war er für die Kommentierung der Bestimmungen über Arbeit, Ausbildung (§§ 37-52 StVollzG) zuständig. Obwohl er nur an den ersten zwei Auflagen des Kommentars (1980, 1982) unmittelbar beteiligt war, ist sein Einfluss auch in der bisher letzten Auflage des Kommentars (2006) noch nachweisbar.

### Strafvollzugsarchiv
Von 1983 bis 1985 arbeitete Pécic als Freigänger an der Universität Bremen und war dort wesentlich am Aufbau des Strafvollzugsarchivs beteiligt. Das Archiv diente zunächst vor allem der Sammlung von Material für künftige Auflagen des Strafvollzugskommentars. Durch Pécics hohen Bekanntheitsgrad unter Gefangenen entwickelte sich jedoch bald eine Korrespondenz mit Gefangenen, bei der es primär um die Klärung rechtlicher Fragen ging und geht (vergleiche dazu die Website des Strafvollzugsarchivs www.strafvollzugsarchiv.de). Daneben gelang es ihm, den Kontakt zu den in Deutschland zahlreichen Gefangenenzeitungen herzustellen.

### Rechtspolitik
Gemeinsam mit Birgitta Wolf verfasste Pécic einen Antrag an die Generalversammlung der Vereinten Nationen, in dem eine Reihe noch heute aktueller Forderungen aufgestellt wird, z. B.: Abschaffung der lebenslangen Freiheitsstrafe; volles Arbeitsentgelt und Sozialversicherung für alle Inhaftierten; Abschaffung der Arreststrafe und anderer psychisch und physisch gesundheitsschädigenden Maßnahmen; Verbot der Abschiebungshaft gegen nicht vorbestrafte Ausländer etc. (Application to the General Assembly of the United Nations. Fifth United Nations Congress on the Prevention of Crime and the Treatment of Offenders in Toronto/Canada, September 1975).
Zehn Jahre danach trat Pécic erneut mit einem vollzugspolitischen Plan an die Öffentlichkeit. In einem „Gesetzesvorschlag zur Vermeidung einer Inhaftierung von Müttern“ (1985) forderte er Haftverschonung für schwangere Frauen und Mütter mit Kindern; ein entsprechender Gesetzentwurf (BT-Drs. 11/1403 vom 1. Dezember 1987) wurde von Christa Nickels für die Fraktion der Grünen im Bundestag eingebracht (jedoch letztlich abgelehnt).

### Öffentlichkeitsarbeit
Seit Mitte der 1970er-Jahre gehörte Pécic zu den oft publizierten Inhaftierten der Bundesrepublik. Er wurde von Werner Höfer in die WDR-Sendung „Ratgeber Recht“ eingeladen und veröffentlichte kritische Aufsätze zu verschiedenen Aspekten des Gefängniswesens in Sammelbänden und Zeitschriften. In den frühen 80er-Jahren, noch im geschlossenen Vollzug, entwickelte Pécic, gemeinsam mit anderen Inhaftierten und gefördert von der damaligen Justizsenatorin Eva Leithäuser, eine umfangreiche gefängniskritische Wanderausstellung zur Geschichte des Strafvollzuges am Beispiel Hamburg. Diese wurde in den folgenden Jahren bundesweit gezeigt, u. a. in Hamburg, Bremen, München, Nürnberg, Stuttgart, Mannheim und Baden-Baden, jeweils in Verbindung mit öffentlichen Diskussionsveranstaltungen.

## Leben nach dem Strafvollzug
Den Rest seines Arbeitslebens verbrachte Pécic auf der Grundlage einer AB-Maßnahme als Archivar, Dokumentar und Fotograf an der Musikhochschule Hamburg. Der Versuch, vor den Sozialgerichten eine Rente für seine Arbeitsjahre im Strafvollzug einzuklagen, blieb ebenso erfolglos wie ein Wiederaufnahmeverfahren zum Beweis seiner Unschuld. Erfolgreich war er jedoch als technischer Erfinder. Für ein von ihm noch im Vollzug entwickeltes Strahltriebwerk für Düsenflugzeuge wurde ihm vom Deutschen Patentamt schon 1979 eine Patentschrift erteilt (DE 20 25 399 C3); für ein Tretrad mit neuartigem Wellenantrieb erhielt er Patente im Jahre 2005 (DE 100 57 349 B4) und 2008 (DE 101 40 040 B4). Er lebte bis zu seinem Tod 2015 von Sozialhilfe in Hamburg und arbeitete an seiner Autobiografie.